# المزرب (عمران)
المزرب هي إحدى قرى الجمهورية اليمنية. تتبع جغرافيا لمحافظة عمران وإداريًا لمديرية صوير. يبلغ تعداد سكانها 898 نسمة حسب الإحصاء الذي أجري عام 2004.